# Hostín u Vojkovic
Obec Hostín u Vojkovic se nachází v okrese Mělník, kraj Středočeský, v rovinaté krajině dolního Povltaví, zhruba v poloviční vzdálenosti mezi městy Kralupy nad Vltavou a Mělník (8,5 km jihozápadně respektive severovýchodně). Obcí prochází silnice 101, spojující Kralupy s Neratovicemi. Žije zde 392 obyvatel.
V okolí obce je rozšířené zemědělství; kromě obilovin se zde pěstuje chřest lékařský.

## Historie
První písemná zmínka o obci pochází z roku 1088.

### Územněsprávní začlenění
Dějiny územněsprávního začleňování zahrnují období od roku 1850 do současnosti. V chronologickém přehledu je uvedena územně administrativní příslušnost obce v roce, kdy ke změně došlo:
- 1850 země česká, kraj Praha, politický okres Slaný, soudní okres Velvary[4]
- 1855 země česká, kraj Praha, soudní okres Velvary
- 1868 země česká, kraj Praha, politický okres Slaný, soudní okres Velvary
- 1912 země česká, kraj Praha, politický okres Slaný, soudní okres Kralupy nad Vltavou[5]
- 1913 země česká, kraj Praha, politický i soudní okres Kralupy nad Vltavou[6]
- 1939 země česká, Oberlandrat Mělník, politický i soudní okres Kralupy nad Vltavou[7]
- 1942 země česká, Oberlandrat Praha, politický okres Roudnice nad Labem, soudní okres Kralupy nad Vltavou[8]
- 1945 země česká, správní i soudní okres Kralupy nad Vltavou[9]
- 1949 Pražský kraj, okres Kralupy nad Vltavou[10]
- 1960 Středočeský kraj, okres Mělník
- 2003 Středočeský kraj, okres Mělník, obec s rozšířenou působností Kralupy nad Vltavou

### Rok 1932
V obci Hostín (465 obyvatel, katol. kostel) byly v roce 1932 evidovány tyto živnosti a obchody: cukrář, 4 obchodníci s dobytkem, 2 holiči, 4 hostince, kovář, 2 obuvníci, pekař, řezník, 5 obchodů se smíšeným zbožím, Spořitelní a záložní spolek pro Hostín, obchod se střižním zbožím, švadlena, trafika, truhlář, obchod s uhlím, velkostatek Vojtěch.

## Pamětihodnosti
- Kostel Nanebevzetí Panny Marie ve středu obce, gotický, jednolodní z konce 13. století, s pětiboce zakončeným presbytářem z první poloviny století 14. Jižní předsíň přistavěna roku 1615, další úpravy proběhly v 18. století.
- Zvonice při kostele, hranolová dřevěná na kamenné podezdívce. Původem rovněž gotická, v nynější podobě ze 17. století. Uvnitř zavěšen zvon Václav, odlitý pražským mistrem Brikcím z Cimperka roku 1561. Zvon má průměr 1,15 m, výšku 0,85 m a váží 8 q.
- Pohřební kaple Božího Těla jižně od vsi, barokní, kruhového půdorysu s vystupujícími kaplemi po obvodu, postavena nákladem knížete Filipa Lobkowicze v letech 1735 až 1736. Autorem stavby i její freskové výzdoby (iluzivní oltáře a nástropní výjev, zachycující místní pověst o nalezení ukradeného ciboria s Nejsvětější Svátostí) byl vlašský architekt a malíř Girolamo (Jeroným) Costa (okolo 1671–1741)

## Osobnosti
- Josef Tadra, český varhaník, hudební skladatel a pedagog (* 6. března 1877)

## Doprava
Dopravní síť
- Pozemní komunikace – Obcí prochází silnice II/101 Brandýs nad Labem – Neratovice – Hostín u Vojkovic – Kralupy nad Vltavou – Kladno.
- Železnice – Železniční trať ani stanice na území obce nejsou.

Veřejná doprava 2012
- Autobusová doprava – V obci měla zastávky příměstská autobusová linka PID 372 Praha,Kobylisy – Kralupy nad Vltavou (v pracovních dnech 7 spojů, o víkendech 2 spoje) a autobusová linka Mělník – Chlumín – Kralupy nad Vltavou (v pracovních dnech 6 spojů, o víkendech 4 spoje) (dopravce ČSAD Střední Čechy, a. s.).

## Fotografie

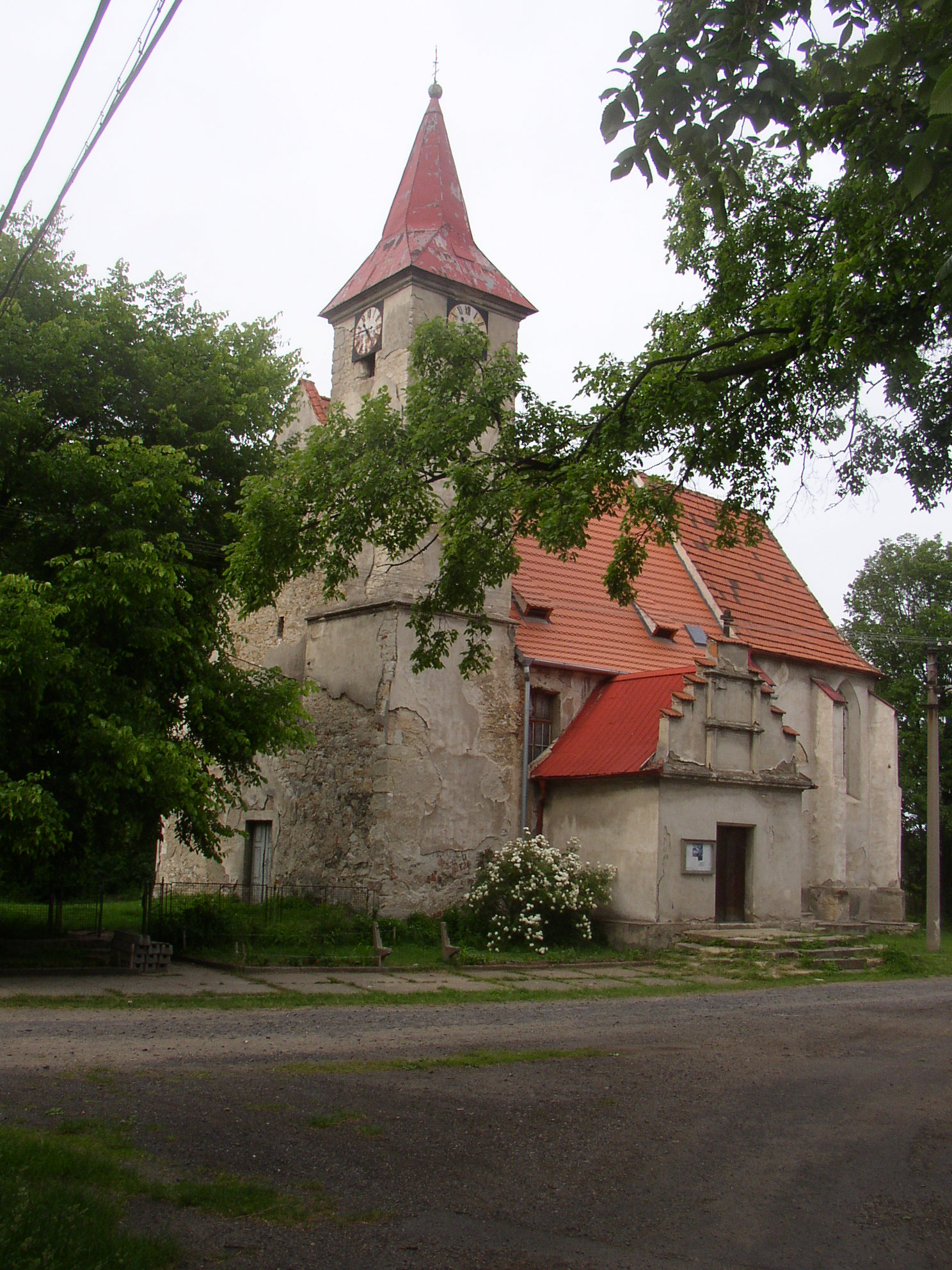
Kostel Nanebevzetí Panny Marie, pohled od jz.
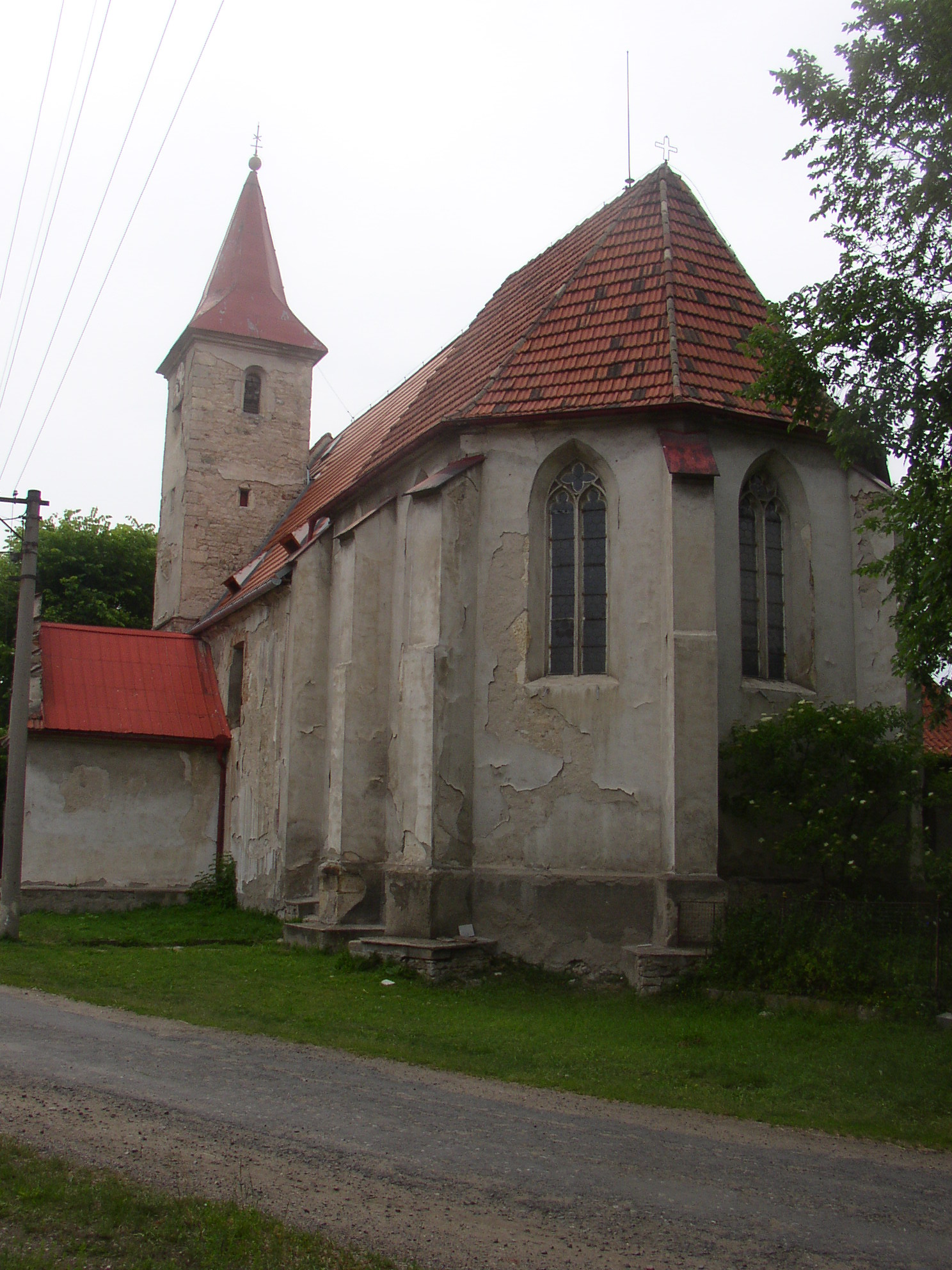
Kostel Nanebevzetí Panny Marie, pohled od vjv.
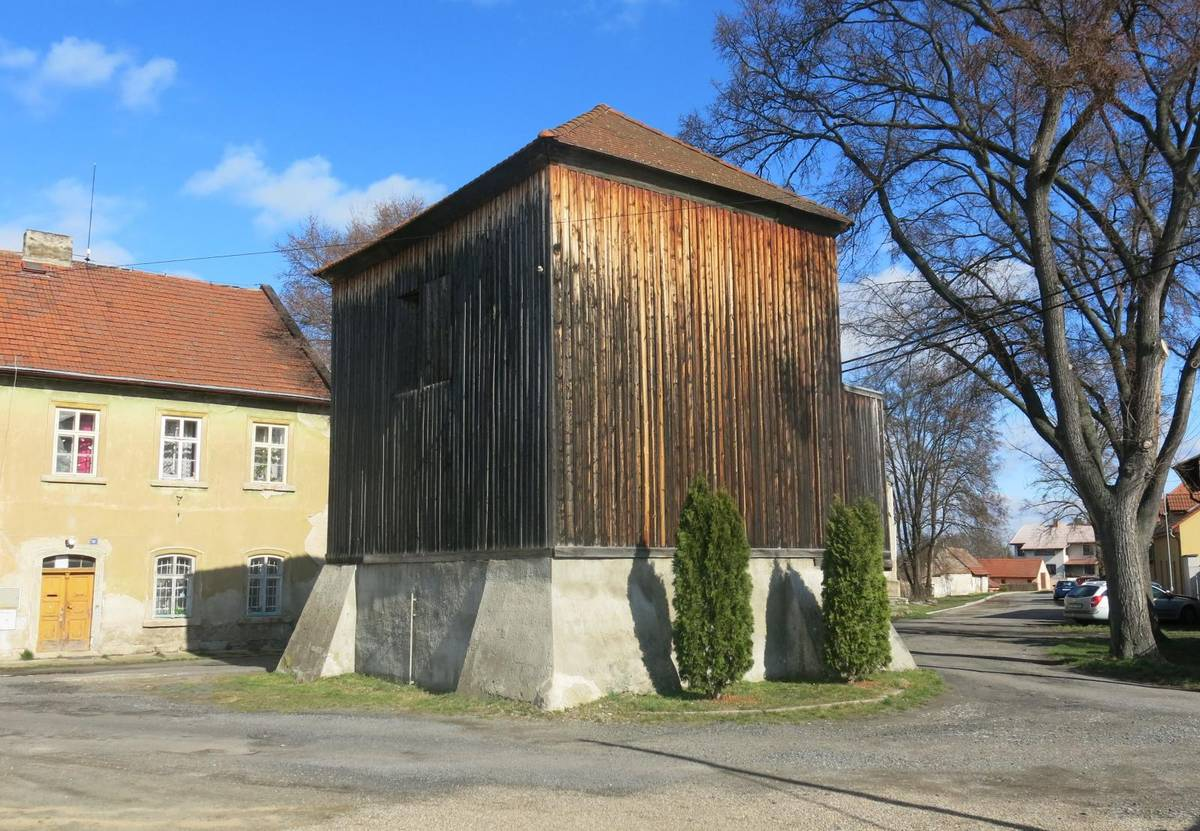
Zvonice u kostela
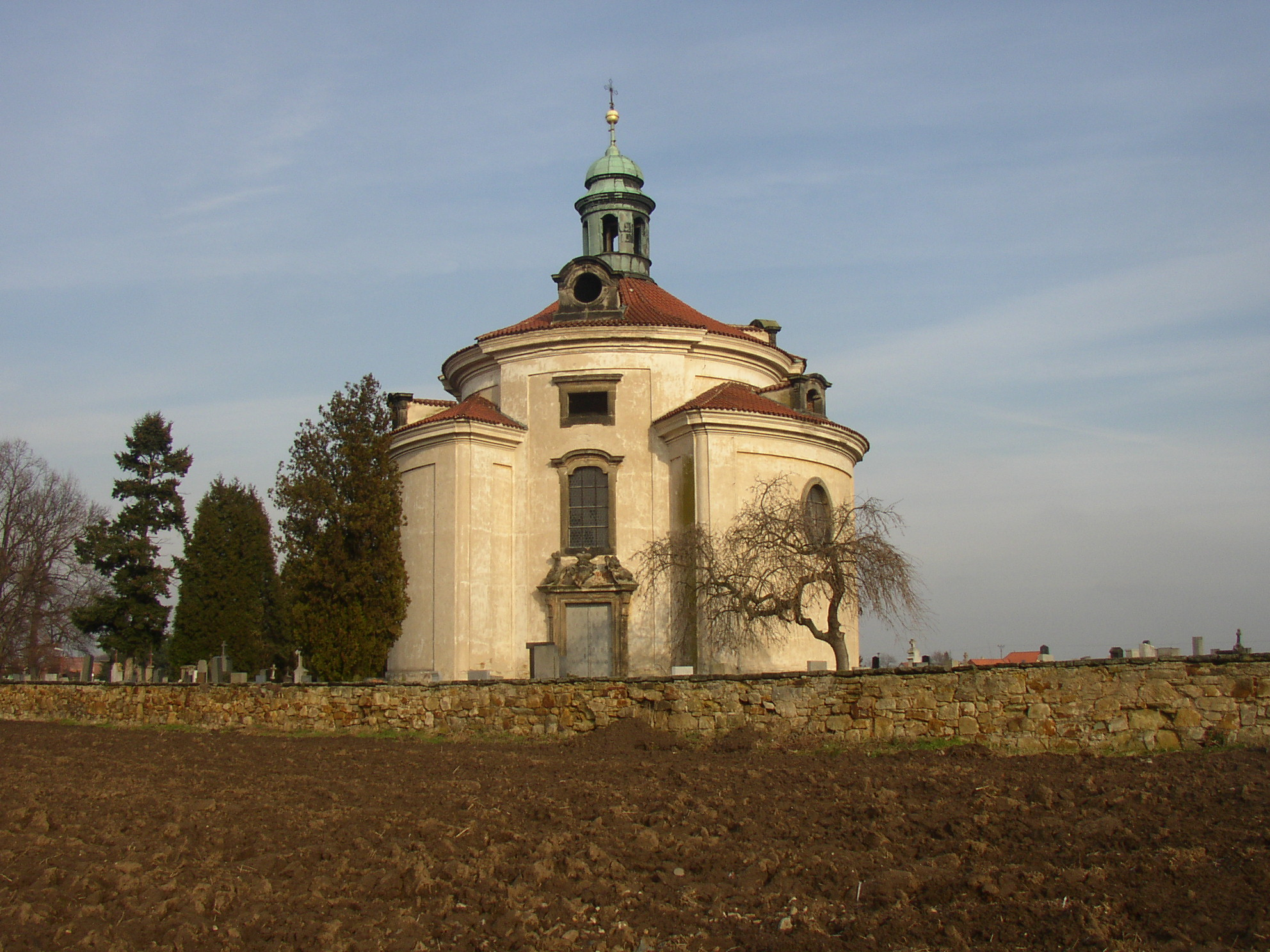
Hřbitovní kaple Božího těla, pohled od jz.
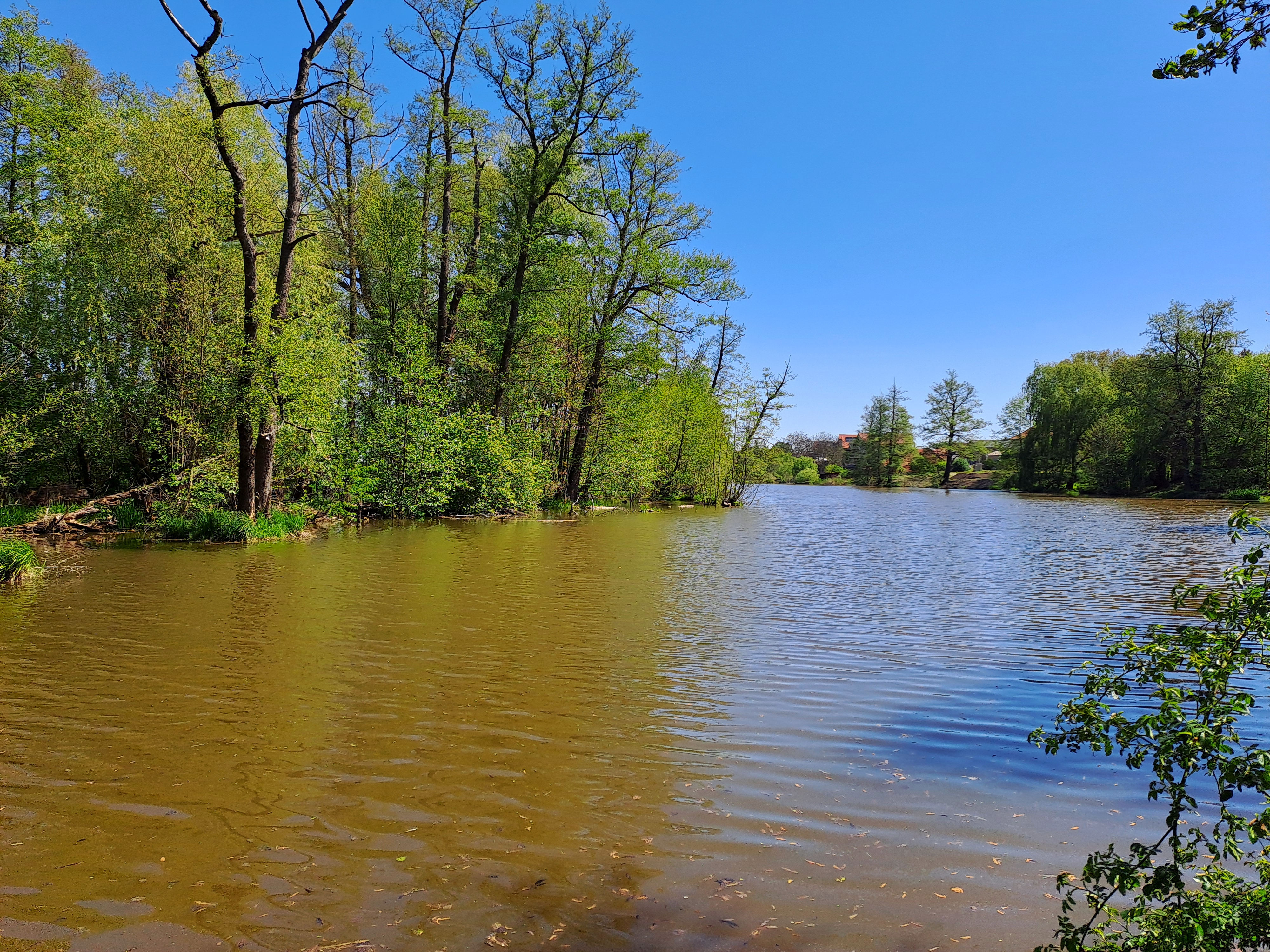
Selská tůň